# F·J·M·斯特拉頓
弗雷德里克·約翰·馬里安·斯特拉頓（英語：Frederick John Marrian Stratton，1881年10月16日—1960年9月2日）是一位英国天体物理学家，剑桥大学天体物理学教授，1933年-1935年年间任英國皇家天文學會会长，1947年当选皇家学会会士。